# El Platanar, Ayutla de los Libres
El Platanar är en ort i Mexiko.   Den ligger i kommunen Ayutla de los Libres och delstaten Guerrero, i den södra delen av landet, 280 km söder om huvudstaden Mexico City. El Platanar ligger 1 075 meter över havet och antalet invånare är 173.
Terrängen runt El Platanar är huvudsakligen kuperad, men åt sydväst är den bergig. Terrängen runt El Platanar sluttar västerut. Runt El Platanar är det ganska glesbefolkat, med 29 invånare per kvadratkilometer. Närmaste större samhälle är Ayutla de los Libres, 11,3 km väster om El Platanar. I omgivningarna runt El Platanar växer huvudsakligen savannskog.